# Erschallet, ihr Lieder, erklinget, ihr Saiten!
Erschallet, ihr Lieder, erklinget, ihr Saiten! (BWV 172) is een religieuze cantate van Johann Sebastian Bach geschreven ter gelegenheid van Pinksteren. 

## Programma
Bach componeerde deze cantate voor de Pinksterzondag  van het jaar 1714.  Het werk werd voor het eerst uitgevoerd op 20 mei van dat jaar, in de hofkapel 'Himmelsburg' van het stadskasteel van Weimar. 
Kort daarvoor, op 2 maart 1714 was hij benoemd tot concertmeester aan het hof van van Saksen-Weimar onder hertog Ernst August I van Saksen-Weimar-Eisenach en zijn oom Willem Ernst van Saksen-Weimar. Hij diende in deze functie elke maand een religieuze cantate te schrijven. Na Weinen, Klagen, Sorgen, Zagen (BWV18) en Himmelskönig, sei willkommen (BWV182) was Erschallet, ihr Lieder, erklinget, ihr Saiten! de derde cantate in deze reeks.
De Evangelielezing van deze zondag is de redevoering van Jezus waarin hij aan zijn discipelen en de komst van de Heilige Geest aankondigt (Johannes 14:23-31).   
Het werk heeft de volgende delen:
1. Koraal: Erschallet, ihr Lieder, erklinget, ihr Saiten!
2. Recitatief (bas): Wer mich liebet
3. Aria (bas): Heiligste Dreieinigkeit
4. Aria (tenor): O Seelenparadies
5. Aria/duet (sopraan/alt): Komm, laß mich nicht länger warten
6. Koraal: Von Gott kömmt mir ein Freudenschein
7. (in de eerste versie): herhaling van het openingskoor

Bij de eerste uitvoering herhaalde Bach het openingskoraal als zevende deel door "chorus repetatur ab initio" in het manuscript te vermelden. Bij latere uitvoeringen, onder meer in 1724 en 1731 herschreef hij de cantate deels en zag hij van deze herhaling af.

## Tekst en melodie
De tekst van de delen 1, 3, 4 en 5 wordt toegeschreven aan Salomo Franck. Het recitatief (2) citeert Johannes 14:23: Wanneer iemand mij liefheeft zal hij zich houden aan wat ik zeg, mijn Vader zal hem liefhebben en mijn Vader en ik zullen bij hem komen en bij hem wonen. Deel 5 is een duet met de ziel (sopraan) en de geest (alt), onderstreept door een instrumentale citaat van Maarten Luthers koraal Komm, Heiliger Geist, Herre Gott, die op Veni Creator Spiritus is gebaseerd. Het koraal (6) is gebaseerd op de vierde strofe van Philip Nicolai's. Wie schön leuchtet der Morgenstern.

## Muzikale bezetting
De cantate is geschreven voor vier solisten (sopraan, alt, tenor en bas), vierstemmig koor en een feestelijke orkest: drie trompetten, pauken, hobo (in latere versies oboe d'amore of orgel), strijkers, cello, fagot en basso continuo. 

## Toelichting
De tekst en muziek van het openingsdeel (1) gaan mogelijk terug op een eerdere, maar verloren gegane wereldlijke cantate. Het werk van Franck bevat een cantate voor nieuwjaarsdag Erschallet nun wieder, glückwünschende Lieder die mogelijk als model heeft gediend. Het openingskoor heeft een da capo-vorm en begint met een feestelijk instrumentaal voorspel van drie trompetten en pauken die Gods macht symboliseren, afgewisseld met een coloratuur van de strijkers. Het deel is geschreven voor drie "koren" die elkaar afwisselen: de trompetten (de schallende instrumenten), de vijfstemmige strijkers (Saiten, snaren) met fagot, en ten slotte het vocale koor (de Lieder). De zangpartijen zijn homofoon en herhalen zowel de motieven van de trompetten als de melodie van de strijkers. Het hoogtepunt wordt bereikt in lang aangehouden akkoorden op de eerste lettergreep van "seligste Zeiten" terwijl de instrumenten de melodie voortzetten. In het rustiger middengedeelte pauzeren de trompetten en de stemmen drukken in een polyfone imitatie het idee uit dat God met zijn Heilige Geest in de harten van de mensen onderdak wil vinden. Ten slotte wordt het eerste deel herhaald. In dit deel stopte Bach veel symboliek die verwijst naar de drie-eenheid: de driedelige da capo-structuur, de drie-achtste maatsoort, de drie trompetten en de drie "koren".  
Het recitatief (2) verwijst naar het Evangelie van deze zondag en benadrukt het idee van "met hem samenleven". De bas als Vox Christi zingt in melismatische lijnen, vergezeld van motieven in de cello die vergelijkbaar zijn met die uit deel (5). Bach beschrijft de geruststellende gedachte dat we uiteindelijk bij God zullen wonen met een lange slotnoot C, de laagste noot die hij ooit schreef voor een bas.
De basaria (3) over de Drie-eenheid wordt alleen begeleid door de drie trompetten, pauken en basso continuo, een zeldzame combinatie die uitdrukking geeft aan de inhoud van de aria. Het eenvoudige muzikale thema wordt gevormd door een gebroken majeur drieklank. 
De lichtheid van de tenoraria (4) contrasteert sterk met het stevige derde deel. De tenor wordt slechts begeleid door unisono spelende strijkers, daarmee de Geest illustrerend.
De derde aria (5) is een duet waarin de sopraan als ongeduldige ziel verlangt naar de komst van de Heilige Geest (alt). Bach gebruikte dit 
piëtistische thema van bruid (de gelovige) en bruidegom (Jezus) vaker, maar voor deze pinkstercantate is de bruidegom vervangen door de Heilige Geest. De hobo speelt het sterk versierde Pinksterkoraal van Luther terwijl de cello een figuurrijke melodie speelt.
In het slotkoraal (6) wordt de vreugde (Freudenschein) geïllustreerd door de levendige vijfde stem van de viool, die Bach toevoegde aan het vierstemmige koor.